# Die Unsanfte
Die Unsanfte (Originaltitel: Pas Douce) ist ein französisch-schweizerischer Film von Jeanne Waltz aus dem Jahr 2007. Er wurde 2008 in mehreren Kategorien für den Schweizer Filmpreis nominiert und gewann ihn in der Kategorie „Bestes Drehbuch“.

## Handlung
Die junge Frédérique, genannt „Fred“, arbeitet als Krankenschwester in einer Kleinstadt in der französischsprachigen Schweiz. Sie ist unzufrieden und hat Schwierigkeiten, ihre Gefühle zu zeigen. Nachdem ihr Freund sie verlässt, beschließt die früher recht erfolgreiche Sportschützin, sich umzubringen.
In dem Wald, in dem sie sich erschießen will, wird sie von zwei sich streitenden Jungen gestört. Als der eine, Marco, den anderen mit einer Steinschleuder verletzt, schießt Fred ihm vor Wut ins Knie. Sie entkommt unerkannt, hat sich aber zunächst von ihren Selbstmordplänen verabschiedet.
Wieder auf der Arbeit im Krankenhaus muss sie sich ausgerechnet um den verletzten Marco kümmern. Dieser weiß nicht, dass Fred die Schützin war. Auch der 14-jährige Marco hat emotionale Probleme, er ist ein Scheidungskind und lässt seine Aggressivität an seiner Umwelt aus. Zunächst kommen beide nicht miteinander klar, aber nachdem Fred erkennt, dass es zwischen ihnen Parallelen gibt, kommen sie sich doch näher und öffnen sich einander.
Ihre Freundschaft wird auf die Probe gestellt, als Marco herausfindet, dass Fred es war, die ihn angeschossen hat. Aber sie überstehen diese Krise, und am Ende gibt Fred ihre Tat auch vor der Polizei zu.

## Kritiken
Der Filmdienst bewertete den Film mit Sehenswert ab 16:

„Die überzeugende Geschichte einer Selbstfindung und eines Neuanfangs in Form eines Kammerspiels, das von der außergewöhnlichen Präsenz seiner Hauptdarstellerin lebt und zugleich die überschaubare Handlung lakonisch und lebensnah erzählt.“

## Auszeichnungen
Schweizer Filmpreis 2008, verliehen auf den Solothurner Filmtagen:
- Auszeichnung für Jeanne Waltz in der Kategorie „Bestes Drehbuch“
- Nominierung für Jeanne Waltz in der Kategorie „Bester Film“
- Nominierung für Steven Pinheiro de Almeida in der Kategorie „Bestes schauspielerisches Nachwuchstalent“